# Основ'янська вулиця (Харків)
Основ'я́нська вулиця — вулиця в Основ'янському районі міста Харків. Починається від вул. Гольдбергівської і йде по дузі на південний захід до вул. Москалівської.

## Історія
Назва вулиці «Основ'янська», імовірно, пов'язана з маєтком поміщиків Квіток, Основою. На плані Харкова за 1876 р. Основ'янська вулиця показана не як вулиця, а як дорога.

## Будівлі
На Основ'янську вулицю між № 27 і 39 виходить територія Харківського інструментального заводу (адреса — вул. Греківська, 77).
- Буд. № 55 — Промислове підприємство «Трикотажне об'єднання».[2]
- Буд. № 103 — Зал Царства Свідків Єгови.

Решта будівель — одно- та двоповерхові приватні будинки.